# Provincia di Los Andes (Bolivia)
Los Andes è una provincia della Bolivia sita nella parte centro-meridionale del dipartimento di La Paz.

## Geografia antropica

### Suddivisioni amministrative
La provincia è suddivisa in 4 comuni:
- Batallas
- Laja
- Pucarani
- Puerto Pérez